# Кристалофізика
Кристалофі́зика (рос. кристаллофизика, англ. crystallophysics, нім. Kristallphysik f) — розділ кристалографії, в якому вивчаються фізичні властивості кристалів, їхня залежність від атомно-кристалічної структури, а також зміни цих властивостей від зовнішніх впливів. Кристалофізика пояснює анізотропію, дефекти в кристалах тощо. На основі досягнень кристалофізики розвинулася фізика твердого тіла.